# Morion monilicornis
Morion monilicornis är en skalbaggsart som beskrevs av Pierre André Latreille. Morion monilicornis ingår i släktet Morion och familjen jordlöpare. Inga underarter finns listade i Catalogue of Life.